# ديلي دوكا
ديلافير دوكا (بالإنجليزية: Dilaver Duka)‏ (مواليد 15 سبتمبر 1989 في مقاطعة موريس، الولايات المتحدة - ) هو لاعب كرة قدم أمريكي يلعب في مركز الوسط. شارك مع منتخب الولايات المتحدة تحت 20 سنة لكرة القدم ومنتخب الولايات المتحدة تحت 23 سنة لكرة القدم. أما مع النوادي، فقد لعب مع إمباكت مونتريال وشيكاغو فاير وكولومبوس كرو وNJ-LUSO Parma ‏ وJersey Express S.C. ‏.

## وصلات خارجية
- ديلي دوكا على موقع الدوري الأمريكي (الإنجليزية)
- ديلي دوكا على موقع قاعدة بيانات كرة القدم.إي يو (الإنجليزية)
- ديلي دوكا على موقع Soccerway.com (الإنجليزية)
- ديلي دوكا على موقع عالم كرة القدم.نت (الإنجليزية)